# Bao'an
Bao'an léase Báo-An (en chino simplificado, 宝安区; pinyin, Bǎo'ān qū) es un distrito urbano bajo la administración directa de la subprovincia de Shenzhen. Se ubica en el delta del río de las Perlas en la provincia de Cantón, República Popular China. Su área es de 733 km² y su población total para 2018 fue +3,25 millones de habitantes.

## Administración
El distrito de Bao'an se divide en 10 pueblos que se administran en subdistritos;
- Baocheng (宝城)
- Xixiang (西乡)
- Longhua (龙华)
- Guanlan (观澜)
- Gungming (公明)
- Songjiang (松岗)
- Guangming (光明)
- Shajing (沙井)
- Fuyong (福永)
- Shiyan (石岩)

## Historia
En 1914, en respuesta a la reorganización de la República China fue establecida el área administrativa nacional, originalmente conocida como el nuevo condado de Bao'an, luego se cambió a condado Bao'an. El 11 de noviembre de 1992 queda como parte de Shénzhen y el 1 de julio de 2010 algunas de sus áreas se clasifican como nuevo distrito de Guangming (光明新区),más tarde crean el nuevo distrito de Longhua (龙华新区).

## Clima
Debido a su posición geográfica,los patrones climáticos en la siguiente tabla son los mismos de Shénzhen.
| Parámetros climáticos promedio de Bao'an (1971–2000) | Parámetros climáticos promedio de Bao'an (1971–2000) | Parámetros climáticos promedio de Bao'an (1971–2000) | Parámetros climáticos promedio de Bao'an (1971–2000) | Parámetros climáticos promedio de Bao'an (1971–2000) | Parámetros climáticos promedio de Bao'an (1971–2000) | Parámetros climáticos promedio de Bao'an (1971–2000) | Parámetros climáticos promedio de Bao'an (1971–2000) | Parámetros climáticos promedio de Bao'an (1971–2000) | Parámetros climáticos promedio de Bao'an (1971–2000) | Parámetros climáticos promedio de Bao'an (1971–2000) | Parámetros climáticos promedio de Bao'an (1971–2000) | Parámetros climáticos promedio de Bao'an (1971–2000) | Parámetros climáticos promedio de Bao'an (1971–2000) |
| Mes                                                  | Ene.                                                 | Feb.                                                 | Mar.                                                 | Abr.                                                 | May.                                                 | Jun.                                                 | Jul.                                                 | Ago.                                                 | Sep.                                                 | Oct.                                                 | Nov.                                                 | Dic.                                                 | Anual                                                |
| ---------------------------------------------------- | ---------------------------------------------------- | ---------------------------------------------------- | ---------------------------------------------------- | ---------------------------------------------------- | ---------------------------------------------------- | ---------------------------------------------------- | ---------------------------------------------------- | ---------------------------------------------------- | ---------------------------------------------------- | ---------------------------------------------------- | ---------------------------------------------------- | ---------------------------------------------------- | ---------------------------------------------------- |
| Temp. máx. media (°C)                                | 19.7                                                 | 19.7                                                 | 22.7                                                 | 26.3                                                 | 29.3                                                 | 31.1                                                 | 32.2                                                 | 32.0                                                 | 31.2                                                 | 28.9                                                 | 25.1                                                 | 21.5                                                 | 26.6                                                 |
| Temp. media (°C)                                     | 14.9                                                 | 15.5                                                 | 18.7                                                 | 22.5                                                 | 25.7                                                 | 27.8                                                 | 28.6                                                 | 28.2                                                 | 27.2                                                 | 24.7                                                 | 20.4                                                 | 16.4                                                 | 22.6                                                 |
| Temp. mín. media (°C)                                | 11.7                                                 | 12.7                                                 | 16.0                                                 | 19.9                                                 | 23.2                                                 | 25.2                                                 | 25.7                                                 | 25.5                                                 | 24.3                                                 | 21.6                                                 | 17.1                                                 | 12.9                                                 | 19.7                                                 |
| Lluvias (mm)                                         | 29.8                                                 | 44.1                                                 | 67.5                                                 | 173.6                                                | 238.5                                                | 296.4                                                | 339.3                                                | 368.0                                                | 238.2                                                | 99.4                                                 | 37.4                                                 | 34.2                                                 | 1966.4                                               |
| Días de lluvias (≥ 0.1 mm)                           | 7.07                                                 | 10.07                                                | 10.77                                                | 12.73                                                | 15.60                                                | 18.47                                                | 17.00                                                | 18.30                                                | 14.83                                                | 7.63                                                 | 5.63                                                 | 5.97                                                 | 144.1                                                |
| Horas de sol                                         | 147.9                                                | 98.8                                                 | 101.4                                                | 110.2                                                | 149.8                                                | 173.6                                                | 220.0                                                | 188.6                                                | 181.2                                                | 199.5                                                | 184.3                                                | 178.5                                                | 1933.8                                               |
| Humedad relativa (%)                                 | 71.7                                                 | 76.8                                                 | 79.5                                                 | 81.0                                                 | 81.7                                                 | 81.8                                                 | 80.5                                                 | 81.8                                                 | 78.8                                                 | 72.4                                                 | 68.4                                                 | 67.1                                                 | 76.8                                                 |
| Fuente: 21CMA 25 de enero de 2009                    |                                                      |                                                      |                                                      |                                                      |                                                      |                                                      |                                                      |                                                      |                                                      |                                                      |                                                      |                                                      |                                                      |